# Hipparchia amoricanus
Hipparchia amoricanus är en fjärilsart som beskrevs av Varin 1958. Hipparchia amoricanus ingår i släktet Hipparchia och familjen praktfjärilar. Inga underarter finns listade i Catalogue of Life.